# 10540 Hachigoroh
10540 Hachigoroh (1991 VP4) là một tiểu hành tinh vành đai chính được phát hiện ngày 13 tháng 11 năm 1991 bởi S. Otomo ở Kiyosato.